# Karinski Školj
Karinski Školj je majhen nenaseljen otok v Jadranskem morju, ki pripada Hrvaški. Nahaja se v Karinskem morju v Zadrski županiji.
Karinski Školj ima obliko zrna riža. Nahaja se 180 m od obale in južno od Punta Barbakana. Na nasprotni strani zaliva, na jugovzhodu, je vasica Donji Karin.